# Dalheim (Lichtenau)
Dalheim ist ein Stadtteil von Lichtenau in Nordrhein-Westfalen, Deutschland, gehört zum Kreis Paderborn und liegt im Bürener Land.
Die alte Postleitzahl von Dalheim ist 4791.

## Geographie

### Geographische Lage
Dalheim liegt in Westfalen auf der Paderborner Hochfläche im Südwestteil des Naturparks Teutoburger Wald / Eggegebirge südwestlich der Lichtenauer Kernstadt. Es befindet sich am Altenau-Zufluss Piepenbach.

### Nachbarortschaften
Im Südwesten beginnend grenzen an Dalheim im Uhrzeigersinn der Stadtteil Elisenhof von Bad Wünnenberg, die Lichtenauer Stadtteile Atteln, Husen und Blankenrode. Im Süden begrenzt der Stadtteil Meerhof der Stadt Marsberg im Hochsauerlandkreis auch den Kreis Paderborn.

### Klima
Dalheim gehört wie Ostwestfalen-Lippe insgesamt zum ozeanischen Klimabereich Nordwestdeutschlands, dem es geringe Temperaturgegensätze und milde Winter verdankt. Allerdings sind schon kontinentale Einflüsse wirksam. So liegt die Temperatur im Sommer höher und die Nächte sind kühler als in größerer Nähe zur Küste. Die Lage am Rand des Eggegebirges bedingt ein submontanes Klima der Mittelgebirgsstufe mit kühleren Temperaturen und höherem Niederschlag als in anderen Lagen des Kreisgebiets.

## Geschichte

### Allgemein
Dalheim  gehörte bis zu den Napoleonischen Kriegen zum Hochstift Paderborn. Im Königreich Westphalen bildete der Ort von 1807 bis 1813 zusammen mit Blankenrode eine Gemeinde im Kanton Atteln im Departement der Fulda. 1816 kam die Gemeinde Dalheim-Blankenrode zum neuen Kreis Büren, in dem sie zum Amt Atteln gehörte. Am 10. August 1952 wurde Dalheim aus der Gemeinde ausgegliedert und bildete bis 1974 eine eigene Gemeinde.
Durch das Sauerland/Paderborn-Gesetz wurde Dalheim am 1. Januar 1975 mit den meisten Gemeinden des Amtes Atteln sowie den Gemeinden des Amtes Lichtenau zur neuen Stadt Lichtenau zusammengelegt und kam mit dieser zum Kreis Paderborn. Rechtsnachfolgerin des aufgelösten Amtes Atteln und der Gemeinde Dalheim ist die Stadt Lichtenau. Kleine Gebietsteile von Dalheim wurden nach Marsberg und Wünnenberg umgegliedert.

### Hochwasser
Nachdem die unterhalb Dalheims an der Altenau gelegenen Ortschaften oftmals von Hochwasser – insbesondere 1965 – betroffen waren, wurde am Altenauoberlauf zwischen Dalheim und Husen an der Mündung des Piepenbachs in die Altenau das Hochwasserrückhaltebecken Husen-Dalheim (1982–1984) errichtet.

## Politik
Ortsvorsteher von Dalheim ist Christoph Wiedemeier.

## Kultur und Sehenswürdigkeiten

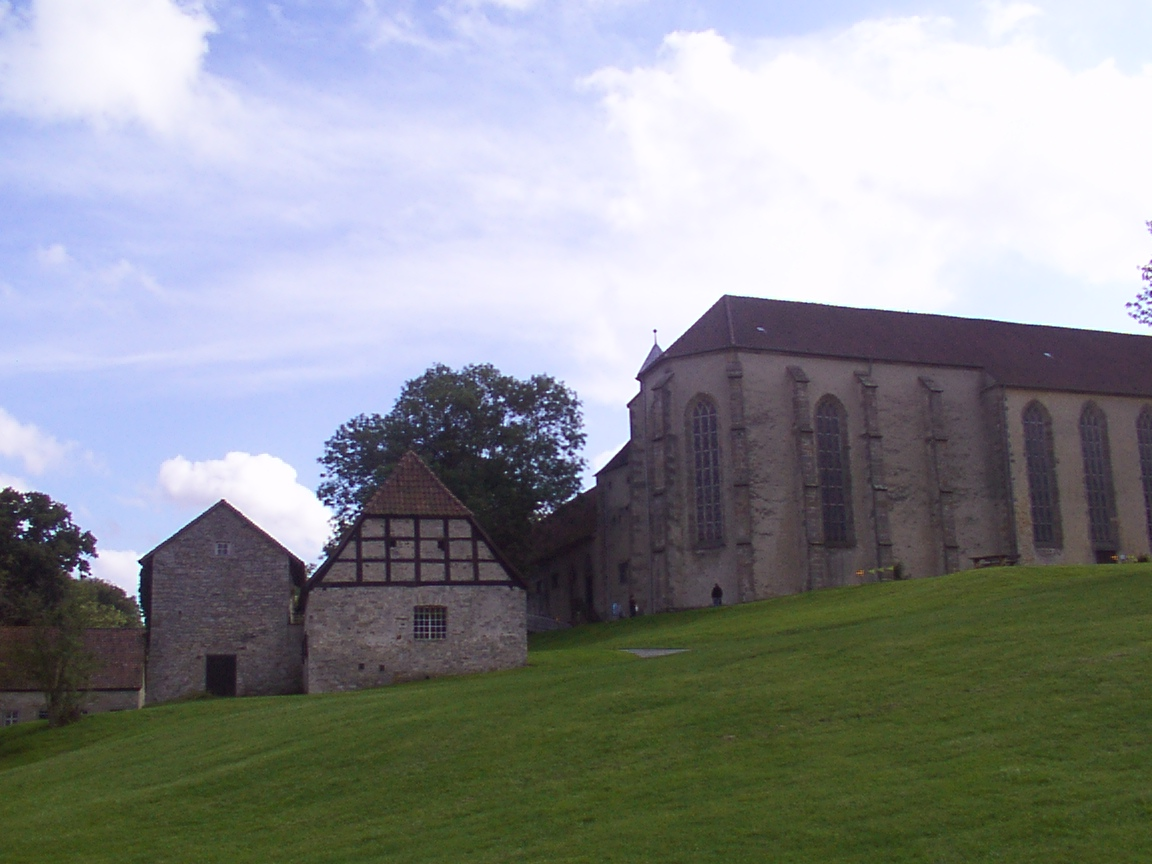
Kloster Dalheim

- Das Kloster Dalheim ist ein ehemaliges Augustiner-Chorherrenkloster. Es wurde 1803 säkularisiert und wurde seit 1979 vom Landschaftsverband Westfalen-Lippe zum Museum umgestaltet. Seit 2007 trägt das Museum den Namen Stiftung Kloster Dalheim – LWL-Landesmuseum für Klosterkultur.